# Kruzifix-Beschluss
| Kruzifix-Beschluss | Kruzifix-Beschluss                                                                   |
| --- | ------------------------------------------------------------------------------------ |
| Logo des Bundesverfassungsgerichts auf seinen Entscheidungen |                                                                                      |
| verkündet: 16. Mai 1995 |                                                                                      |
| Fallbezeichnung: | Verfassungsbeschwerden von minderjährigen Schülern und erziehungsberechtigten Eltern |
| Geschäftszeichen: | 1 BvR 1087/91                                                                        |
| Fundstelle: | BVerfGE 93, 1                                                                        |
| Folgegeschichte: | Erlass eines neuen Bayerischen Erziehungs- und Unterrichtsgesetzes 1995              |
| Leitsätze |                                                                                      |
| 1. Die Anbringung eines Kreuzes oder Kruzifixes in den Unterrichtsräumen einer staatlichen Pflichtschule, die keine Bekenntnisschule ist, verstößt gegen Art. 4 Abs. 1 GG. 2. § 13 Abs. 1 Satz 3 der Schulordnung für die Volksschulen in Bayern ist mit Art. 4 Abs. 1 GG unvereinbar und nichtig. |                                                                                      |
| Richter |                                                                                      |
| Henschel, Seidl, Grimm, Söllner, Kühling, Seibert, Jaeger, Haas |                                                                                      |
| abweichende Meinungen: Seidl, Söllner und Haas weitere abweichende Meinung: Haas |                                                                                      |
| Angewandtes Recht |                                                                                      |
| Art. 4 Abs. 1 Grundgesetz, § 13 Abs. 1 Satz 3 Schulordnung für die Volksschulen in Bayern |                                                                                      |

Kruzifix-Beschluss (umgangssprachlich auch Kruzifix-Urteil) wird der Beschluss des Bundesverfassungsgerichts vom 16. Mai 1995 genannt, mit dem Teile der Bayerischen Volksschulordnung von 1983 für verfassungswidrig und nichtig erklärt wurden, nach denen in jedem Klassenzimmer der Volksschulen in Bayern ein Kruzifix oder zumindest ein Lateinisches Kreuz anzubringen war.
Ebenfalls als Kruzifix-Urteil bezeichnet wird eine Entscheidung des Europäischen Gerichtshofs für Menschenrechte (EGMR) vom 3. November 2009. Im Jahr 2011 revidierte der EGMR dieses Urteil dahingehend, dass Kruzifixe in Schulen keine Grundrechte verletzen.

## Sachverhalt
Beschwerdeführend waren drei Schüler und ihre Eltern, die Anhänger der anthroposophischen Weltanschauung waren. Das Gericht sah die durch das Grundgesetz (GG) uneingeschränkt gewährte Religions- und Glaubensfreiheit der Schüler aus Art. 4 GG verletzt, hier die so genannte negative Glaubensfreiheit. In sie dürfe der einfache (Landes-)Gesetzgeber nicht im Rahmen sonst oft vorhandener Grundrechtsschranken eingreifen. Darüber hinaus hob das Gericht hervor, dass der Staat nicht nur eine religiöse Neutralitätspflicht aus der Verfassung habe (Art. 4 GG und Art. 140 GG, Art. 137 Abs. 1 Weimarer Reichsverfassung, WRV). Er könne sich vielmehr nicht selbst auf Religionsfreiheit oder eine bestimmte Weltanschauung berufen (hier also die christliche), da ein Staat als solcher weder einer Religion angehören, noch Grundrechte für sich in Anspruch nehmen kann.

## Kernaussagen
Für die Rechtsentwicklung in Deutschland ist die Kruzifix-Entscheidung vor allem deshalb bedeutsam, weil das Verfassungsgericht konkretisierende Prinzipien für die Neutralitätspraxis in der Schule formulierte:
- Neutralität durch Selbstrestriktion, wonach der Staat im Sinne der o. a. Kriterien nicht selbst eine weltanschauliche Position beziehen darf, wie es sonst ein Bürger als Grundrechtsträger tut,
- Neutralität durch Pluralität, wonach der Staat das Nebeneinander der Religionen im Lichte einer toleranten und gegenseitigen Akzeptanz dulden und fördern soll,
- keine Neutralität durch Sterilität, wonach der Staat nicht völlig teilnahmslos den Weltanschauungen gegenübersteht oder etwa seinen Bediensteten jegliche religiöse Betätigung untersagt. (Dies ist in der späteren Kopftuch-Entscheidung im Ergebnis fortgeführt, jedoch in Details eingeschränkt worden.)

## Detailaussagen
- Das christliche Kreuz ist kein lediglich kulturelles Symbol und kein überreligiöses Symbol für Humanität oder Barmherzigkeit. Es ist das Symbol einer bestimmten Religion.
- Art. 4 GG schützt davor, dass der Bürger in einem staatlich geschaffenen Pflichtraum (Schulpflicht) dem Einfluss eines bestimmten Glaubens ausgesetzt wird, ohne sich diesem entziehen zu können.
- Auch für Personen im Sonderrechtsverhältnis wie etwa Schüler gilt das Grundrecht der Religionsfreiheit uneingeschränkt.
- Bei Kindern unter 14 Jahren, die sich nicht auf die Religionsfreiheit berufen können (vgl. § 5 RelKErzG), wird durch das „Kreuz in der Schule“ die Freiheit der Eltern verletzt, ihre Kinder im Sinne einer bestimmten Weltanschauung zu erziehen (Art. 6 Abs. 2 GG – Erziehungsfreiheit).
- Die Religionsfreiheit der Schüler und das Erziehungsrecht der Eltern untereinander ist zu einem „schonenden Ausgleich“ nach den Grundsätzen praktischer Konkordanz zu bringen.
- Da ein solcher „schonender Ausgleich“ in diesem Fall nicht möglich ist und die Religionsanschauung einiger Schüler den anderen Schülern nicht aufgedrängt werden darf, verstoßen Kreuze in Schulen, die keine Bekenntnisschulen sind, grundsätzlich gegen das Grundgesetz.

## Folgen der Entscheidung

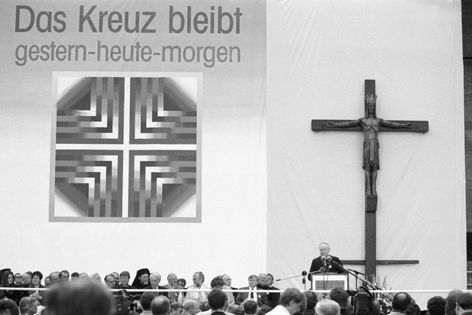
Demonstration gegen das Karlsruher Kruzifix-Urteil 1995 in München

Der Kruzifix-Beschluss des Bundesverfassungsgerichts, der am 10. August 1995 veröffentlicht wurde, blieb bis heute weitgehend ohne praktische Folgen. Nach dem Willen der bayerischen Regierung soll das Kreuz im Klassenzimmer weiterhin der Regelfall bleiben. Nur in speziellen begründeten „atypischen Ausnahmefällen“ soll es auf einzelne Klagen hin abgehängt werden. Nachdem § 13 Abs. 1 Satz 3 der Schulordnung für die Volksschulen in Bayern für nichtig erklärt wurde, hat die bayerische Regierung am 23. Dezember 1995 (GVBl. 850) ein neues Gesetz in das Bayerische Erziehungs- und Unterrichtsgesetz Art. 7 Abs. 4 (Überschrift „Die Grundschule“) eingefügt. Satz 1 lautet: „Angesichts der geschichtlichen und kulturellen Prägung Bayerns wird in jedem Klassenraum ein Kreuz angebracht.“
Popularklagen gegen dieses Gesetz hat der Bayerische Verfassungsgerichtshof am 1. August 1997 zurückgewiesen mit der Begründung, dass kein Verstoß gegen die Bayerische Verfassung vorliege, weil im Gesetz eine Konfliktlösung vorgesehen ist. Das Bundesverfassungsgericht hat Verfassungsbeschwerden gegen diese Entscheidung nicht zur Entscheidung angenommen. Das Bundesverwaltungsgericht hat entschieden, dass sich für Andersdenkende eine zumutbare und nichtdiskriminierende Ausweichmöglichkeit ergibt, wenn die Anforderungen an die Begründung des Widerspruchs nicht überzogen werden.
Der Bayerische Verwaltungsgerichtshof hat am 2. Januar 2002 der Klage des Lehrers Konrad Riggenmann stattgegeben und den Freistaat Bayern verpflichtet, in den Klassenzimmern, in denen der Lehrer unterrichtet, das Kreuz abnehmen zu lassen (3 B 98.563). Das Gericht hat diese Sache als atypischen Einzelfall bewertet.
In einem anderen Fall wies das Verwaltungsgericht Augsburg am 14. August 2008 die Klage eines Lehrers ab, der das Abhängen der Kreuze in den Klassenräumen beantragte, in denen er unterrichtet. Das Gericht war nicht überzeugt, dass der Lehrer durch das Kreuz im Klassenraum eine schwerwiegende seelische Belastung erleide, die eine Ausnahme rechtfertige.
Im Juli 2025 urteilte der Bayerische Verwaltungsgerichtshof, dass jedoch ein 150 cm hohes und 50 cm breites Kruzifix im Eingangsbereich des Hallertau-Gymnasiums in Wolnzach die Religionsfreiheit von Schülerinnen und Schülern verletze und es auf Verlangen hätte entfernt werden müssen.

## Kruzifix-Urteil des Europäischen Gerichtshofs für Menschenrechte
In der Entscheidung des Europäischen Gerichtshofs für Menschenrechte vom 3. November 2009 wurde Italien verurteilt, einer Klägerin eine Entschädigung zu zahlen, weil Kruzifixe in der Schule ihrer Kinder nicht entfernt worden waren. Dieses Urteil wurde am 18. März 2011 von der Großen Kammer des EGMR aufgehoben, da das Anbringen des Kruzifixes keinen Verstoß gegen die Europäische Menschenrechtskonvention (EMRK) darstelle. Kreuze in Klassenzimmern verstießen nicht gegen die Religionsfreiheit. Es lasse sich nicht beweisen, dass ein Kruzifix an der Wand Einfluss auf die Schüler habe, auch wenn es in erster Linie ein religiöses Symbol sei.
Der EGMR stellte klar, er habe im Prinzip die Entscheidungen der Staaten auf dem Gebiet der Erziehung und des Unterrichts zu respektieren. Das gelte auch für den Stellenwert, den sie der Religion beimessen, „sofern diese Entscheidungen zu keiner Form der Indoktrinierung führen“. Die „dominante Sichtbarkeit“ der christlichen „Mehrheitsreligion“ in der schulischen Umgebung Italiens sei jedoch keine Indoktrinierung. Denn ein an der Wand angebrachtes Kruzifix müsse als „ein seinem Wesen nach passives Symbol“ betrachtet werden. Die Urteile des EGMR beziehen sich zwar auf den Einzelfall, alle 47 Länder des Europarats haben sich aber verpflichtet, sie zu respektieren.